# 葛上郡
- 令制国一覧 > 畿内 > 大和国 > 葛上郡
- 日本 > 近畿地方 > 奈良県 > 葛上郡

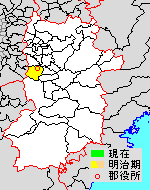
奈良県葛上郡の範囲

葛上郡（かつじょうぐん）は、奈良県（大和国）にあった郡。

## 郡域
1880年（明治13年）に行政区画として発足した当時の郡域は、御所市の大部分（東辻・北十三・柳原・出屋敷・今城の各全域及び小林の一部を除く）にあたる。但し、古代には御所市古瀬付近は高市郡巨瀬郷に属していた。

## 歴史

### 古代
葛城の上郡の意で、近世までは「かつらぎのかみのこおり」と呼ばれた。2代綏靖天皇の葛城高丘宮（『日本書紀』）が御所市森脇に、5代孝昭天皇の掖上池心宮（『日本書紀』）が御所市池之内、6代孝安天皇の秋津島宮が御所市室にあったとされる。

#### 郷
『和名類聚抄』に記される郡内の郷。
- 日置
- 高宮（多加美也）
- 牟婁
- 桑原
- 上鳥
- 下鳥
- 太坂
- 楢原（奈良波良）
- 神戸
- 余戸

#### 式内社
『延喜式』神名帳に記される郡内の式内社。
| 神名帳                        | 神名帳              | 神名帳   | 神名帳       | 比定社             | 比定社             | 比定社 | 集成 |
| 社名                          | 読み                | 格       | 付記         | 社名               | 所在地             | 備考   | 集成 |
| ----------------------------- | ------------------- | -------- | ------------ | ------------------ | ------------------ | ------ | ---- |
| 葛上郡 17座（大12座・小5座）  |                     |          |              |                    |                    |        |      |
| 鴨都波八重事代主命神社 二座   | シモツカモノ-       | 並名神大 | 月次相嘗新嘗 | 鴨都波神社         | 奈良県御所市御所   |        |      |
| 葛木御歳神社                  | -ミトシノ           | 名神大   | 月次新嘗     | 葛木御歳神社       | 奈良県御所市東持田 |        |      |
| 葛木坐一言主神社              | -ヒトコトヌシノ     | 名神大   | 月次相嘗新嘗 | 葛城一言主神社     | 奈良県御所市森脇   |        |      |
| 多太神社                      | タタノ              | 小       | 鍬靫         | 多太神社           | 奈良県御所市多田   |        |      |
| 長柄神社                      | ナカラノ            | 小       | 鍬靫         | 長柄神社           | 奈良県御所市名柄   |        |      |
| 巨勢山口神社                  | コセノヤマクチノ    | 大       | 月次新嘗     | 巨勢山口神社       | 奈良県御所市古瀬   |        |      |
| 葛木水分神社                  | -ミコマノ -ミコモリ | 名神大   | 月次新嘗     | 葛木水分神社       | 奈良県御所市関谷   |        |      |
| 鴨山口神社                    | カモノヤマクチノ    | 大       | 月次新嘗     | 鴨山口神社         | 奈良県御所市櫛羅   |        |      |
| 高天彦神社                    | タカマヒコノ        | 名神大   | 月次相嘗新嘗 | 高天彦神社         | 奈良県御所市高天   |        |      |
| 葛木大重神社                  | カツラキ-           | 小       |              | 駒形大重神社       | 奈良県御所市朝町   |        |      |
| 大穴持神社                    | オオアナモチノ      | 小       |              | 大穴持神社         | 奈良県御所市朝町   |        |      |
| 大倉比売神社                  | オホクラ-           | 小       | 一名雲櫛社   | （論）大倉比賣神社 | 奈良県御所市戸毛   |        |      |
| 大倉比売神社                  | オホクラ-           | 小       | 一名雲櫛社   | （論）大倉姫神社   | 奈良県御所市古瀬   |        |      |
| 高鴨阿治須岐託彦根命神社 四座 | タカカモノ-         | 並名神大 | 月次相嘗新嘗 | 高鴨神社           | 奈良県御所市鴨神   |        |      |
| 凡例を表示                    |                     |          |              |                    |                    |        |      |

### 近世
「旧高旧領取調帳」に記載されている明治初年時点での支配は以下の通り。○は村内に寺社除地が存在。なお「旧高旧領取調帳」では本郡内の旧・五條代官所の管轄地域が廃藩置県までに五條県の管轄地域となったと記載されているが、明治3年11月の「五條御支配所高附帳」(与熊文朗氏文書)や明治4年11月の「社事ニ関スル官省伺上申藩県往復ノ件 五條県」(奈良県立図書館所蔵)では管轄国郡に本郡を欠いており、「旧高旧領取調帳」の誤記と考えられる。（1町64村）
| 知行         | 知行                   | 村数     | 村名 |
| ------------ | ---------------------- | -------- | --- |
| 幕府領       | 幕府領（奈良奉行）     | 1町 20村 | ○伏見村、○桜井村、○水野村、○南佐味村、○東佐味村、内谷村、○高天村、船路村、南郷村、古瀬村、○朝妻村、林村、西北窪村、○増村、○南十三村、○楢原村、○森脇村、○蛇穴村、○御所町、富田村、○池之内村                                   |
| 幕府領       | 幕府領（五條代官所）   | 25村     | ○豊田村、○神通寺村、○福西村、○名柄村、○関屋村、井戸村、栗阪村、戸毛村、○条村、○佐田村、下茶屋村、樋野村、稲宿村、新田村、南室村、鳥井戸村、○東持田村、西持田村、○僧堂村、五百家村、小殿村、○極楽寺村、朝町村、奉膳村、重阪村 |
| 幕府領       | 幕府領（奈良・五條）   | 2村      | ○北窪村、○多田村 |
| 幕府領       | 旗本領                 | 3村      | ○玉手村、寺田村（現・御所市東寺田）、○寺田村（現・御所市西寺田） |
| 幕府領       | 幕府領（奈良）・旗本領 | 1村      | ○茅原村 |
| 幕府領       | 幕府領（五條）・旗本領 | 1村      | ○室村 |
| 藩領         | 大和櫛羅藩             | 8村      | 櫛羅村、○東松本村、本馬村、○竹田村、宮戸村、西松本村、小林村、三室村 |
| 藩領         | 大和高取藩             | 2村      | 柏原村、原谷村 |
| 幕府領・藩領 | 幕府領（奈良）・櫛羅藩 | 1村      | ○鎌田村 |
| 幕府領・藩領 | 幕府領（奈良）・高取藩 | 1村      | ○今住村 |

### 近代
- 慶応4年
  - 2月5日（1868年2月27日）[15] - 幕府領が奈良府の管轄となる。
  - 5月21日（1868年7月10日） - 旗本領が奈良府の管轄となる。
  - 7月29日（1868年9月15日） - 奈良府が改称して奈良県（第1次）となる。
- 明治4年
  - 7月14日（1871年8月29日） - 廃藩置県により、藩領が櫛羅県、高取県の管轄となる。
  - 11月22日（1872年1月2日） - 第2次府県統合により、全域が奈良県の管轄となる。
- 明治初年 - 名柄村の一部が分立して名柄村南里となる。（1町65村）
- 明治9年（1876年）4月18日 - 第2次府県統合により堺県の管轄となる。
- 明治13年（1880年）（1町64村）
  - 4月15日 - 郡区町村編制法の堺県での施行により、行政区画としての葛上郡が発足。御所町に「御所郡役所」が設置され、高市郡・葛下郡・忍海郡とともに管轄したが、まもなく「高市葛上葛下忍海郡役所」に改称。
  - 桜井村・神通寺村・福西村が合併して鴨神村となる。
  - 水野村・南佐味村が合併して西佐味村となる。
  - 小林村が忍海郡小林村を合併。
  - 北窪村が分割して北窪村孫十郎方・北窪村久右衛門方となる。
  - 僧堂村が分割して僧堂村源助方・僧堂村宗八方となる。
  - 2ヶ所存在した寺田村が東寺田村（現・御所市東寺田）、西寺田村（現・御所市西寺田）にそれぞれ改称。
- 明治14年（1881年）2月7日 - 大阪府の管轄となる。
- 明治17年（1884年） - 名柄村南里が改称して東名柄村となる。
- 明治19年（1886年）（1町62村）
  - 北窪村孫十郎方・北窪村久右衛門方が合併して北窪村となる。
  - 僧堂村源助方・僧堂村宗八方が合併して僧堂村となる。
- 明治20年（1887年）11月4日 - 奈良県（第2次）の管轄となる。

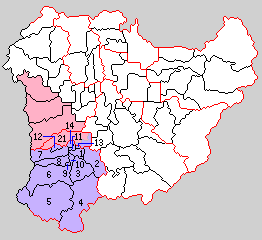
1.御所町 2.掖上村 3.秋津村 4.葛村 5.葛城村 6.吐田郷村 7.櫛羅村 8.楢原村 9.鎌田村 10.三室村 11.東松本村 12.小林村 13.竹田村 14.西松本村（紫：御所市 赤：葛城市 21は忍海郡）

- 明治22年（1889年）4月1日 - 町村制の施行により、以下の町村が発足。全域が現・御所市。（1町13村）
  - 御所町（単独町制）
  - 掖上村 ← 東寺田村、柏原村、原谷村、玉手村、茅原村、南十三村、本馬村
  - 秋津村 ← 池之内村、室村、蛇穴村、条村、富田村
  - 葛村 ← 今住村、稲宿村、戸毛村、樋野村、古瀬村、朝町村、奉膳村、新田村、重阪村、内谷村
  - 葛城村 ← 小殿村、下茶屋村、佐田村、井戸村、南郷村、極楽寺村、高天村、北窪村、西北窪村、伏見村、朝妻村、僧堂村、鴨神村、西佐味村、東佐味村、船路村、五百家村、林村、西持田村、東持田村、栗阪村、鳥井戸村
  - 吐田郷村 ← 名柄村、豊田村、森脇村、宮戸村、西寺田村、多田村、東名柄村、増村、関屋村
  - 櫛羅村、楢原村、鎌田村、三室村、東松本村、小林村、竹田村、西松本村（櫛羅村外七ヶ村組合村。それぞれ単独村制）
- 明治30年（1897年）4月1日 - 郡制の施行のため、葛上郡・忍海郡の区域をもって南葛城郡が発足。同日葛上郡廃止。

## 行政
御所郡長→堺県高市・葛上・葛下・忍海郡長
| 代 | 氏名 | 就任年月日                | 退任年月日               | 備考         |
| -- | ---- | ------------------------- | ------------------------ | ------------ |
| 1  |      | 明治13年（1880年）4月15日 |                          |              |
|    |      |                           | 明治14年（1881年）2月6日 | 大阪府に移管 |

大阪府高市・葛上・葛下・忍海郡長
| 代 | 氏名 | 就任年月日               | 退任年月日                | 備考         |
| -- | ---- | ------------------------ | ------------------------- | ------------ |
| 1  |      | 明治14年（1881年）2月7日 |                           |              |
|    |      |                          | 明治20年（1887年）11月3日 | 奈良県へ移管 |

奈良県高市・葛上・葛下・忍海郡長
| 代 | 氏名 | 就任年月日                | 退任年月日                | 備考                           |
| -- | ---- | ------------------------- | ------------------------- | ------------------------------ |
| 1  |      | 明治20年（1887年）11月4日 |                           |                                |
|    |      |                           | 明治30年（1897年）3月31日 | 忍海郡との合併により葛上郡廃止 |